# Chelidonium bryanti
Chelidonium bryanti es una especie de escarabajo longicornio del género Chelidonium, tribu Callichromatini, subfamilia Cerambycinae. Fue descrita científicamente por Podaný en 1974.
Se distribuye por Malasia. Mide aproximadamente 18-22 milímetros de longitud. El período de vuelo de esta especie ocurre en los meses de marzo, abril, junio y julio.